# Latino di Virginio Orsini

Stemma di Casa Orsini

Latino Orsini (XVI secolo – Gradisca d'Isonzo, 1617) è stato un nobile e militare italiano.

## Biografia
Era figlio di Virginio Orsini (1567-1596), signore di Selci e di Beatrice Vitelli (?-1605), figlia di Jacopo signore di Amatrice.
Signore di Amatrice e Poggio Catino, fu al servizio dello Stato Pontificio, del Ducato di Mantova, della Repubblica di Venezia e del Sacro Romano Impero.
Morì nel 1617 durante l'assedio di Gradisca.

## Discendenza
Sposò in prime nozze Caterina Togato e in seconde nozze Porzia Caetani, dalla quale ebbe quattro figli:
- Alessandro Maria (1611-1692), sposò Anna Maria Caffarelli
- Beatrice (?-1658)
- Clarice
- Latino